# Cantó de Saintes-Est
El cantó de Saintes-Est és un cantó francès del departament del Charente Marítim, situat al districte de Saintes. Té sis municipis i part del de Saintes.

## Municipis
- Chaniers
- La Chapelle-des-Pots
- Colombiers
- Courcoury
- Les Gonds
- La Jard
- Saintes

| Data d'elecció                           | Identitat       | Partit      | Qualitat |
| ---------------------------------------- | --------------- | ----------- | -------- |
| 1955-197.                                | M. Sorillet     | radical     |          |
| 197.-1985                                | M. Vanneaud     | PS          |          |
| 1985-2008                                | Xavier de Roux  | UDF-radical |          |
| 2008-                                    | Jean-Yves Quéré | PS          |          |
| les dades anteriors no són pas conegudes |                 |             |          |
|                                          |                 |             |          |

| A partir de 1990: Població sense dobles comptes |